# Intel·liguèntsia
La intel·liguèntsia (del llatí intelligentia) és una classe social composta per persones involucrades en complexes activitats mentals i creatives orientades al desenvolupament i la disseminació de la cultura, incloent-hi intel·lectuals i grups socials propers a ells. El terme ha estat pres del rus интеллигенция (intelliguéntsia), o bé del polonès inteligencja. Tots dos, al seu torn, provenen de la paraula francesa intelligence. Al començament, el terme es va aplicar en el context de Polònia, Rússia i més tard, la Unió Soviètica, i va tenir un significat més estret basat en l'autodefinició d'una certa categoria d'intel·lectuals.

## Història del concepte
La noció d'una elit intel·lectual com un estrat social distingit té orígens llunyans en la història. Per exemple, els reis filòsofs i els guardians de La República de Plató i els monjos de l'Europa Medieval, que ara són vistos com a custodis de la història i la cultura.
El primer ús del terme "intel·liguèntsia" (en rus:интеллигенция) sembla haver-se donat en l'Imperi Rus a la primera meitat del segle xix. Per exemple, la paraula apareix casualment en els diaris de Vassili Jukovski, datats en 1836. En Polònia, o més precisament  Gran Polònia (que era llavors una part de Prússia) el terme va ser popularitzat en un sentit més proper al present pel filòsof polonès Karol Libelt, i el seu ús es va estendre en la ciència polonesa després de la publicació del seu O miłości ojczyzny (Sobre l'amor a la pàtria) el 1844, en la qual defineix " inteligencja" com aquells membres educats de la població que assumeixen un rol de lideratge com a acadèmics, professors, clergat, enginyers i "que es guien per la raó de la seva superior il·luminació". El terme va ser també popularitzat per un escriptor rus, Piotr Boborikin, en la dècada del 1860. Boborikin es va proclamar com a "padrí" de la noció el 1904. D'aquí la noció es va estendre a l'anglès i a altres idiomes. En anglès, la paraula s'aplica freqüentment per descriure la "intelliguéntsia" als països d'Europa central i Europa de l'Est al segle xix i XX. La distinció està basada que la situació cultural i econòmica dels intel·lectuals en aquests països és diferent de la que hi ha a l'Europa occidental o a Amèrica del Nord.
L'emergència de classes d'elit d'intel·lectuals o persones amb bona formació intel·lectual ha estat observada en altres països d'Europa (per exemple, " intellectuels" a França i " Gebildete" a Alemanya). No obstant això, en l'Imperi Rus aquest procés va tenir característiques pròpies. Aquestes diferències van ser causades per diferents processos històrics, la influència dels quals encara és motiu de debat entre els historiadors. La presència de règims autocràtics de llarga durada o un baix nivell d'educació general en aquests països durant el segle xix es compten entre aquests factors. Aquesta situació podria haver motivat els intel·lectuals locals a elaborar un sistema de valors comuns i un sentit d'empatia mútua.
Addicionalment, la intel·liguèntsia a Europa central i de l'Est, dividida majorment per qüestions nacionals, va desenvolupar un sentit de responsabilitat per la pròpia nació, incloent-hi la creença que el progrés d'aquesta depenia del nivell cultural de la intelliguéntsia nacional. Aquesta confiança va portar amb freqüència a la intel·liguèntsia d'Europa de l'Est a ocupar el rol d'una inexistent oposició política, i les posicions preses per la intel·liguèntsia han tingut conseqüències significatives en les revolucions o moviments d'alliberament nacional a Europa central i de l'Est.